# 国道311号

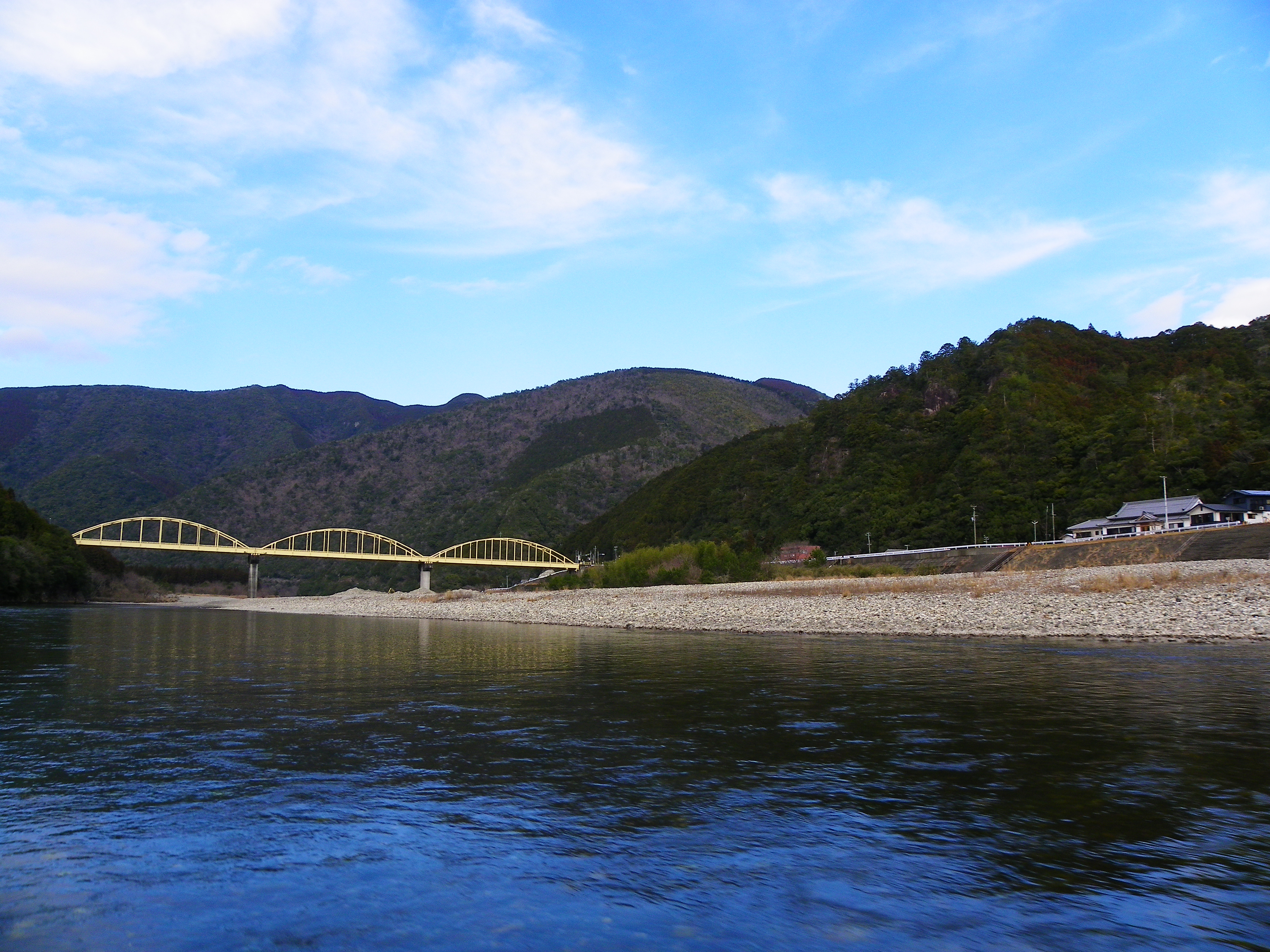
北山川に架かる瀞大橋

国道311号（こくどう311ごう）は、三重県尾鷲市から和歌山県西牟婁郡上富田町に至る一般国道である。

## 概要
田辺市・尾鷲市間では国道425号が並行しているが、国道425号が狭路のため迂回路として利用される。海岸沿いを走る国道42号と共に紀南地方の主要道路の一つであり、1999年（平成11年）の南紀熊野体験博開催に向けて道路整備、拡幅が行われた。
奈良県をわずかながら通過しているが、国道169号重複区間を含む奈良県域の道路管理は和歌山県東牟婁振興局新宮建設部が担っている。阪和自動車道として高速道路が南紀田辺ICまで開通する以前までは大阪方面（和歌山市内）から紀伊半島南部や尾鷲方面に行く手段として、海岸線の国道42号は大型トラックや信号機、一般車両の交通量が多いため、信号機が数機しか無い国道424号、国道168号を経てこの国道311号に突き当たり西に白浜温泉、東に尾鷲と走る事が可能なショートカットの道路として地元では有名であり、この道路は別名サンピンピンとも呼ばれている。国道311号は熊野川付近の大日山トンネルの北側出口（緯度33.826043度 経度135.776487度）途切れ国道168号になる。また再び（緯度33.878050度 経度135.861120度）国道311号が現れ尾鷲方面に行く事が出来る。

### 路線データ
一般国道の路線を指定する政令に基づく起終点および重要な経過地は次のとおり。
- 起点：尾鷲市（大字南浦字矢ノ川長尾1980番2地先[2]、新矢ノ川橋西交差点 = 国道42号交点）
- 終点：和歌山県西牟婁郡上富田町（岩崎交差点 = 国道42号交点）
- 重要な経過地：熊野市、和歌山県東牟婁郡熊野川町[注釈 2]、同郡本宮町[注釈 3]、同県西牟婁郡中辺路町[注釈 3]
- 総延長 : 155.6 km（三重県 80.5 km、奈良県 2.9 km、和歌山県 72.2 km）重用延長を含む[3][注釈 4]
- 重用延長 : 26.2 km（三重県 8.1 km、奈良県 0.4 km、和歌山県 17.7 km）[3][注釈 4]
- 未供用延長 : なし[3][注釈 4]
- 実延長 : 129.4 km（三重県 72.4 km、奈良県 2.5 km、和歌山県 54.5 km）[3][注釈 4]
  - 現道 : 123.6 km（三重県 71.4 km、奈良県 2.5 km、和歌山県 49.6 km）[3][注釈 4]
  - 旧道 : 3.2 km（三重県 0.9 km、奈良県 - km、和歌山県 2.2 km）[3][注釈 4]
  - 新道 : 2.7 km（三重県 - km、奈良県 - km、和歌山県 2.7 km）[3][注釈 4]
- 指定区間：国道42号と重複する区間（三重県熊野市・大泊海岸交差点 - 立石南交差点）[4]

## 歴史
- 1970年（昭和45年）4月1日 - 一般国道311号（尾鷲市 - 和歌山県西牟婁郡上富田町）として指定。
- 1971年（昭和46年）9月10日 - 熊野市新鹿町地内で土砂崩れが発生。通行中の3人が生き埋めとなり、うち1人が死亡[5]。

## 路線状況

### 別名
- 熊野街道
- 中辺路道
- 朝来街道

### バイパス
- 三重県
  - 曽根梶賀バイパス（尾鷲市）
- 和歌山県
  - 本宮バイパス（田辺市本宮町）
  - 中辺路バイパス（田辺市中辺路町）
  - 上富田バイパス（西牟婁郡上富田町）

### 重複区間
- 国道42号（三重県熊野市大泊町・大泊海岸交差点 - 熊野市有馬町・立石南交差点）
- 国道169号（奈良県吉野郡十津川村大字竹筒 - 和歌山県新宮市熊野川町宮井）
- 国道168号（和歌山県新宮市熊野川町宮井 - 田辺市本宮町本宮・本宮交差点）
- 国道371号（和歌山県田辺市中辺路町川合 - 田辺市中辺路町栗栖川・栗栖川交差点）

### 道路施設

#### 橋梁
- 三重県
  - 矢ノ川橋（矢ノ川、尾鷲市）
  - 波田須橋（熊野市）
  - 西郷川橋（西郷川、熊野市、国道42号重複区間内）
  - 永通橋（市木川、熊野市）
  - 瀞大橋（北山川、熊野市 - 和歌山県新宮市）
- 和歌山県
  - 宮井橋（熊野川、新宮市、国道169号重複区間内）
  - 奥谷橋（新宮市、国道168号重複区間内）
  - 枯木谷橋（新宮市、国道168号重複区間内）
  - イラ原橋（新宮市、国道168号重複区間内）
  - 請川橋（大塔川、田辺市、国道168号重複区間内）
  - 松葉橋（四村川、田辺市）
  - 双子谷橋（四村川、田辺市）
  - 皆地橋（四村川、田辺市）
  - 氏山橋（田辺市）
  - 福定橋（田辺市）
  - 三善橋（富田川、田辺市）
  - 中川橋（中川、田辺市）
  - 清姫覗橋（鍛冶屋川、田辺市）
  - 滝尻王子橋（富田川、田辺市）
  - 真砂大橋（富田川、田辺市）
  - 汗川橋（汗川、西牟婁郡上富田町）
  - 根皆田橋（根皆田川、西牟婁郡上富田町）
  - 深見橋（岡川、西牟婁郡上富田町）

#### トンネル
- 三重県
  - 八鬼山（やきやま）トンネル：延長2,364 m、1992年（平成4年）竣工、尾鷲市
  - 早田（はいだ）トンネル：延長254 m、2000年（平成12年）竣工、尾鷲市
  - 三木浦トンネル：延長769 m、2001年（平成13年）竣工、尾鷲市
  - 曽根トンネル：延長1,106 m、1997年（平成9年）竣工、尾鷲市
  - 梶賀トンネル：延長1,370 m、2000年（平成12年）竣工、尾鷲市
  - 須野トンネル：延長197.5 m、1981年（昭和56年）竣工、尾鷲市 - 熊野市
  - 荒坂トンネル：延長85 m、1956年（昭和31年）竣工、熊野市
  - 二木島トンネル：延長425 m、竣工年不明、熊野市
  - 遊木（ゆき）トンネル：延長717 m、2012年（平成24年）竣工、熊野市
  - 波田須トンネル：延長121 m、1956年（昭和31年）竣工、熊野市
  - 磯崎トンネル：延長175 m、2009年（平成21年）竣工、熊野市
  - 鬼ヶ城トンネル：延長570 m、1964年（昭和39年）竣工、熊野市（国道42号重複区間内）
  - 金山トンネル：延長97 m、1986年（昭和61年）竣工、熊野市
  - 新田トンネル：延長413 m、1995年（平成7年）竣工、南牟婁郡御浜町
  - 釜谷トンネル：延長216 m、1994年（平成6年）竣工、南牟婁郡御浜町
  - 新明神滝（しんみょうじんたき）トンネル：延長440 、1993年（平成5年）竣工、南牟婁郡御浜町
  - 風伝トンネル：延長1,035 m、1990年（平成2年）竣工、南牟婁郡御浜町 - 熊野市
  - 板屋トンネル：延長340 m、1981年（昭和56年）竣工、熊野市
  - 所山トンネル：延長143 m、1977年（昭和52年）竣工、熊野市
  - 小川口トンネル：延長207 m、1974年（昭和49年）竣工、熊野市
- 奈良県
  - 葛山トンネル：延長699 m、2015年（平成27年）竣工、吉野郡十津川村 - 和歌山県新宮市（国道169号重複区間内）
- 和歌山県
  - 九重トンネル：延長367 m、2015年（平成27年）竣工、新宮市（国道169号重複区間内）
  - 四瀧トンネル：延長1,212 m、2008年（平成20年）竣工、新宮市（国道169号重複区間内）
  - 東敷屋トンネル：延長1,380 m、2003年（平成15年）竣工、新宮市（国道168号重複区間内）
  - 二ツ石トンネル：延長798 m、2006年（平成18年）竣工、新宮市 - 田辺市（国道168号重複区間内）
  - 大日山トンネル：延長200 m、1992年（平成4年）竣工、田辺市
  - 渡瀬トンネル：延長417 m、1977年（昭和52年）竣工、田辺市
  - 皆地トンネル：延長355.4 m、1990年（平成2年）竣工、田辺市
  - 武住トンネル：延長394 m、1986年（昭和61年）竣工、田辺市
  - 大瀬トンネル：延長729 m、1996年（平成8年）竣工、田辺市
  - 細野トンネル：延長117.5 m、1998年（平成10年）竣工、田辺市
  - 平井郷トンネル：延長370 m、1997年（平成9年）竣工、田辺市
  - 小広トンネル：延長519 m、1997年（平成9年）竣工、田辺市
  - 近露トンネル：延長186.5 m、1984年（昭和59年）竣工、田辺市
  - 新逢坂トンネル：延長1,402 m、1989年（平成元年）竣工、田辺市
  - 滝尻トンネル：延長591 m、1981年（昭和56年）竣工、田辺市
  - 北郡（ほくそぎ）トンネル：：延長244 m、1976年（昭和51年）竣工、田辺市
  - 稲葉根トンネル：延長423 m、1992年（平成4年）竣工、西牟婁郡上富田町

#### 道の駅
- 三重県
  - 熊野・板屋九郎兵衛の里（熊野市）
- 和歌山県
  - ふるさとセンター大塔（田辺市）
  - 熊野古道中辺路（田辺市）

## 地理

### 通過する自治体
- 三重県
  - 尾鷲市 - 熊野市 - 南牟婁郡御浜町 - 熊野市
- 和歌山県
  - 新宮市
- 奈良県
  - 吉野郡十津川村
- 和歌山県
  - 新宮市 - 田辺市 - 西牟婁郡上富田町

### 交差する道路
| 交差する道路                                                                      | 都道府県名 | 市町村名 | 市町村名 | 交差する場所         | 交差する場所              |
| --------------------------------------------------------------------------------- | ---------- | -------- | -------- | -------------------- | ------------------------- |
| 国道42号                                                                          | 三重県     | 尾鷲市   | 尾鷲市   | 南浦                 | 新矢ノ川橋西交差点 / 起点 |
| 三重県道778号中井浦九鬼線                                                         | 三重県     | 尾鷲市   | 尾鷲市   | 九鬼町（くきちょう） |                           |
| 三重県道574号九鬼港線                                                             | 三重県     | 尾鷲市   | 尾鷲市   | 九鬼町               |                           |
| 三重県道159号三木里インター線                                                     | 三重県     | 尾鷲市   | 尾鷲市   | 三木里町             |                           |
| 三重県道70号賀田港中山線                                                          | 三重県     | 尾鷲市   | 尾鷲市   | 賀田町               |                           |
| 三重県道737号新鹿佐渡線                                                           | 三重県     | 熊野市   | 熊野市   | 新鹿町               |                           |
| 国道42号 重複区間起点                                                             | 三重県     | 熊野市   | 熊野市   | 大泊町               | 大泊海岸交差点            |
| 三重県道34号七色峡線                                                              | 三重県     | 熊野市   | 熊野市   | 井戸町               | 井戸町交差点              |
| 国道42号 重複区間終点                                                             | 三重県     | 熊野市   | 熊野市   | 有馬町               | 立石南交差点              |
| 三重県道141号鵜殿熊野線 / オレンジロード                                          | 三重県     | 熊野市   | 熊野市   | 有馬町               | 矢田交差点                |
| 三重県道・和歌山県道52号御浜北山線                                                | 三重県     | 熊野市   | 熊野市   | 金山町               | 金山交差点                |
| 三重県道739号上市木市木停車場線                                                   | 三重県     | 南牟婁郡 | 御浜町   | 大字上市木           |                           |
| 三重県道35号紀宝川瀬線 三重県道62号御浜紀和線 重複区間起点                        | 三重県     | 南牟婁郡 | 御浜町   | 大字川瀬             |                           |
| 三重県道40号熊野矢ノ川線 三重県道62号御浜紀和線 重複区間終点                      | 三重県     | 熊野市   | 熊野市   | 紀和町矢ノ川         |                           |
| 和歌山県道・三重県道780号熊野川紀和線 重複区間起点                                | 三重県     | 熊野市   | 熊野市   | 紀和町矢ノ川         |                           |
| 三重県道765号長尾板屋線 和歌山県道・三重県道780号熊野川紀和線 重複区間終点        | 三重県     | 熊野市   | 熊野市   | 紀和町板屋           | 板屋交差点                |
| 国道169号 重複区間起点                                                            | 奈良県     | 吉野郡   | 十津川村 | 大字竹筒             |                           |
| 国道168号 重複区間起点 国道169号 重複区間終点                                     | 和歌山県   | 新宮市   | 新宮市   | 熊野川町宮井         |                           |
| 和歌山県道241号静川請川線                                                         | 和歌山県   | 田辺市   | 田辺市   | 本宮町請川           | 請川交差点                |
| 和歌山県道45号那智勝浦本宮線                                                      | 和歌山県   | 田辺市   | 田辺市   | 本宮町請川           |                           |
| 国道168号 重複区間終点                                                            | 和歌山県   | 田辺市   | 田辺市   | 本宮町本宮           | 本宮交差点                |
| 和歌山県道241号静川請川線 / 別線                                                  | 和歌山県   | 田辺市   | 田辺市   | 本宮町渡瀬           | 川湯温泉入口交差点        |
| 国道311号 / 旧道                                                                  | 和歌山県   | 田辺市   | 田辺市   | 本宮町渡瀬           |                           |
| 和歌山県道217号近露平瀬線                                                         | 和歌山県   | 田辺市   | 田辺市   | 中辺路町近露         | 中辺路町近露交差点        |
| 国道371号 重複区間起点                                                            | 和歌山県   | 田辺市   | 田辺市   | 中辺路町川合         |                           |
| 和歌山県道198号龍神中辺路線                                                       | 和歌山県   | 田辺市   | 田辺市   | 中辺路町栗栖川       | 鍛冶屋川口交差点          |
| 国道371号 重複区間終点                                                            | 和歌山県   | 田辺市   | 田辺市   | 中辺路町栗栖川       | 栗栖川交差点              |
| 和歌山県道218号平瀬上三栖線                                                       | 和歌山県   | 田辺市   | 田辺市   | 中辺路町真砂         |                           |
| 和歌山県道221号市鹿野鮎川線                                                       | 和歌山県   | 田辺市   | 田辺市   | 鮎川                 | 鮎川新橋北交差点          |
| 和歌山県道35号上富田南部線 和歌山県道205号上野岩田線 重複                         | 和歌山県   | 西牟婁郡 | 上富田町 | 岡                   | 深見橋東交差点            |
| 和歌山県道35号上富田南部線 和歌山県道36号上富田すさみ線 和歌山県道205号上野岩田線 | 和歌山県   | 西牟婁郡 | 上富田町 | 岩田                 | 立平交差点                |
| 和歌山県道36号上富田すさみ線                                                      | 和歌山県   | 西牟婁郡 | 上富田町 | 生馬                 | 生馬交差点                |
| 国道42号                                                                          | 和歌山県   | 西牟婁郡 | 上富田町 | 岩崎                 | 岩崎交差点 / 終点         |
| 旧道（和歌山県田辺市本宮町本宮 - 本宮町渡瀬）                                     |            |          |          |                      |                           |
| 国道168号                                                                         | 和歌山県   | 田辺市   | 田辺市   | 本宮町本宮           | 旧道起点                  |
| 国道311号 / 現道                                                                  | 和歌山県   | 田辺市   | 田辺市   | 本宮町渡瀬           | 旧道終点                  |

### 交差する鉄道
- 紀勢本線